# Paraíba
Paraíba és un estat situat a l'est de la Regió Nord-est del Brasil. Té com a límits: Rio Grande do Norte (N), l'oceà Atlàntic (E), Pernambuco (S) i Ceará (O). Posseeix una superfície de 56.439,8 km². La capital és João Pessoa. Altres ciutats importants: Campina Grande, Santa Rita, Patos i Souza.
Turísticament en destaca Cabedelo

## Geografia
El 66% del territori es troba entre els 300 i 900 metres d'altitud. Els rius principals són: riu Paraíba, riu Branco, riu Piranhas, riu Taperoá, riu Mamanguape, riu Curimataú i riu Peixe.

## Relleu
Gran part del territori de l'estat està constituïda de roques resistents i molt antigues, del Precambrià, amb més de 2,5 mil milions d'anys.
Formen un complex cristal·lí que afavoreix l'ocurrència de minerals metàl·lics, no metàl·lics i gemmes. Els jaciments arqueològics i paleontològics també resulten de l'edat geològica d'aquests terrenys.
Al litoral es troba la plana costanera, formada per platges i terres sorrenques.
En l'agrest es troben depressions de relleu i també l'altiplà de Borborema, amb algunes serres. El punt més alt de l'estat és el Pico do Jabre, que té una altitud de 1.197 msnm.
Al Sertao es presenten depressions de relleu.

## Clima
Tropical humit a la costa, amb pluges més abundants. Després del Planalto de la Serra da Borborema (que funciona com una barrera als vents humits del mar) el clima és semiàrid, amb sequeres que poden durar gairebé un any sencer.

## Economia

### Turisme
El Turisme de Paraíba es destaca principalment per les seves platges animades i agradable temperatura sempre amb aigua tèbia. L'estat també té l'única platja naturista al nord-est del Brasil (Platja Tambaba - Costa Sud) i està a punt de ser inaugurada la primera obra de l'arquitecte Oscar Niemeyer a João Pessoa, denominada Estação Ciência, Cultura e Artes (a Ponta do Cabo Branco).
També en destaca els menjars típics, artesanies i ecoturisme. Altres esdeveniments importants són la reunió de la nova consciència i de Sant Joan de Campina Grande, Patos i Santa Luzia, la Festa del Chivo Rei i Lajeo del Pare Mateo Cabaceiras al Caranguefest a Bayeux, el Festival d'Estiu a João Pessoa.